# Renato II. Borromeo
Graf Renato II. Borromeo (* 27. August 1613 in Mailand; † 1. Mai 1685 ebenda) war ein Mitglied des lombardisch-piemontesischen Adelsgeschlechtes Borromeo.

## Leben
Renato wurde als ältester Sohn von Carlo III. Borromeo und Isabella D’Adda in Mailand geboren. Er studierte Philosophie und Rechtswissenschaft in seiner Heimatstadt und in Pavia.
Am 21. Oktober 1652 heiratete er die Gräfin Giulia Arese (* 24. Juni 1635; † 19. März 1704), das Ehepaar hatte zwei Söhne, Carlo und Giberto. Am 11. November 1652 zog das Paar feierlich auf der Isola Bella im Lago Maggiore ein.
Nach dem Tode seines Vaters übernahm Renato dessen Stellung in der Stadtverwaltung Mailands, unter anderem als Decurione. Er starb im 72. Lebensjahr in seiner Vaterstadt Mailand, begraben liegt er in der Kollegienkirche von Arona am Lago Maggiore, dem Stammsitz der Borromäer.